# Ophélie Meilleroux
Ophélie Meilleroux (de son complet Ophélie Anne-Laure Meilleroux) est une footballeuse internationale française, né le 18 janvier 1984 à Montluçon. Elle entraîne aujourd'hui le Football féminin Yzeure Allier Auvergne.

## Biographie
Évoluant au poste de défenseur, elle commence sa carrière professionnelle au l'ASJ Soyaux en 2003, après avoir été formée au FF Yzeure et être passée par le CNFE Clairefontaine. Elle connait sa première sélection en équipe de France dès le 14 mars 2003 face au Danemark. En 2008, elle retourne en Auvergne au FF Yzeure où elle reste deux saisons avant de rejoindre le Montpellier Hérault SC durant l'été 2010.
Ophélie Meilleroux n'a que deux titres mineurs à son actif, celui de championne d'Europe des moins de 19 ans obtenu en 2003 et la victoire au tournoi de Chypre en 2012 avec l'équipe de France.

## Statistiques et palmarès

### En équipe nationale
Ophélie Meilleroux totalise soixante-sept capes avec l'équipe de France. Après de nombreuses années sans vraiment obtenir la confiance des sélectionneurs, elle est plus régulièrement appelée pour les éliminatoires et les phases finales du championnat d'Europe féminin 2009 et de la coupe du monde féminine 2011, devenant même capitaine de cette équipe. En 2012, elle est la première capitaine de l'équipe de France à soulever un trophée en remportant le Tournoi de Chypre face au Canada.
| Liste des matchs en sélection d'Ophélie Meilleroux | Liste des matchs en sélection d'Ophélie Meilleroux | Liste des matchs en sélection d'Ophélie Meilleroux | Liste des matchs en sélection d'Ophélie Meilleroux | Liste des matchs en sélection d'Ophélie Meilleroux | Liste des matchs en sélection d'Ophélie Meilleroux                 | Liste des matchs en sélection d'Ophélie Meilleroux             |
| -------------------------------------------------- | -------------------------------------------------- | -------------------------------------------------- | -------------------------------------------------- | -------------------------------------------------- | ------------------------------------------------------------------ | -------------------------------------------------------------- |
| #                                                  | Date                                               | Adversaire                                         | Score                                              | Compétition                                        | Lieu                                                               | Commentaires                                                   |
| 1                                                  | 14 mars 2003                                       | Danemark                                           | 3-0                                                | Algarve Cup 2003                                   | Stade Francisco Vieira, Silves, Portugal                           | Remplaçante (entre à la 84e minute)                            |
| 2                                                  | 16 mars 2003                                       | Chine                                              | 0-3                                                | Algarve Cup 2003                                   | Stade municipal de Lagos, Lagos, Portugal                          | Titulaire et avertie lors du match (remplacée à la 60e minute) |
| 3                                                  | 11 mai 2003                                        | Hongrie                                            | 0-4                                                | Élim. Euro 2005                                    | Stade Széktói, Kecskemét, Hongrie                                  | Titulaire (remplacée à la 46e minute)                          |
| 4                                                  | 3 octobre 2004                                     | Pologne                                            | 1-5                                                | Élim. Euro 2005                                    | Stade Miejski, Opole, Pologne                                      | Remplaçante (entre à la 63e minute)                            |
| 5                                                  | 28 février 2007                                    | Chine                                              | 2-0                                                | Match amical                                       | Stade Robert Brettes, Mérignac, France                             | Titulaire                                                      |
| 6                                                  | 9 mars 2007                                        | Allemagne                                          | 0-1                                                | Algarve Cup 2007                                   | Stade Algarve, Faro, Portugal                                      | Titulaire                                                      |
| 7                                                  | 12 mars 2007                                       | Norvège                                            | 1-0                                                | Algarve Cup 2007                                   | Stade municipal de Lagos, Lagos, Portugal                          | Titulaire                                                      |
| 8                                                  | 14 mars 2007                                       | Suède                                              | 3-1                                                | Algarve Cup 2007                                   | Stade municipal de Vila Real, Vila Real de Santo António, Portugal | Titulaire                                                      |
| 9                                                  | 11 avril 2007                                      | Grèce                                              | 6-0                                                | Élim. Euro 2009                                    | Stade Georges-Pompidou, Valence, France                            | Titulaire                                                      |
| 10                                                 | 30 mai 2007                                        | Slovénie                                           | 6-0                                                | Élim. Euro 2009                                    | Stade Camille-Lebon, Angoulême, France                             | Titulaire                                                      |
| 11                                                 | 16 juin 2007                                       | Islande                                            | 0-1                                                | Élim. Euro 2009                                    | Stade Laugardalsvöllur, Reykjavik, Islande                         | Titulaire                                                      |
| 12                                                 | 1er octobre 2007                                   | Pays-Bas                                           | 1-4                                                | Match amical                                       | Stade Mitsubishi Forklift, Almere, Pays-Bas                        | Remplaçante (entre à la 60e minute)                            |
| 13                                                 | 27 octobre 2007                                    | Serbie                                             | 0-8                                                | Élim. Euro 2009                                    | Stade Kralj Petar, Belgrade, Serbie                                | Titulaire                                                      |
| 14                                                 | 31 octobre 2007                                    | Slovénie                                           | 0-2                                                | Élim. Euro 2009                                    | Športni Center de Dravograd, Dravograd, Slovénie                   | Titulaire                                                      |
| 15                                                 | 30 janvier 2008                                    | Italie                                             | 1-0                                                | Match amical                                       | Stade Francis Turcan, Martigues, France                            | Titulaire                                                      |
| 16                                                 | 8 mars 2008                                        | Maroc                                              | 0-6                                                | Match amical                                       | Stade Mohamed V, Casablanca, Maroc                                 | Titulaire                                                      |
| 17                                                 | 14 mars 2008                                       | Canada                                             | 0-0                                                | Match amical                                       | Stade Robert-Bobin, Bondoufle, France                              | Titulaire                                                      |
| 18                                                 | 23 avril 2008                                      | Grèce                                              | 0-5                                                | Élim. Euro 2009                                    | Stade Yannis Pathiakakis, Áno Liósia, Grèce                        | Titulaire                                                      |
| 19                                                 | 8 mai 2008                                         | Serbie                                             | 2-0                                                | Élim. Euro 2009                                    | Stade Fred Aubert, Saint-Brieuc, France                            | Titulaire                                                      |
| 20                                                 | 22 avril 2009                                      | Suisse                                             | 2-0                                                | Match amical                                       | Stade Gaston Gérard, Dijon, France                                 | Titulaire                                                      |
| 21                                                 | 25 avril 2009                                      | Suisse                                             | 1-0                                                | Match amical                                       | Colmar Stadium, Colmar, France                                     | Titulaire                                                      |
| 22                                                 | 1er août 2009                                      | Japon                                              | 4-0                                                | Match amical                                       | Stade Maurice Beraud, Montargis, France                            | Titulaire                                                      |
| 23                                                 | 12 août 2009                                       | Écosse                                             | 4-0                                                | Match amical                                       | Stade des Grands Prés, Chartres, France                            | Titulaire (remplacée à la 58e minute)                          |
| 24                                                 | 24 août 2009                                       | Islande                                            | 1-3                                                | Euro 2009                                          | Stade Ratina, Tampere, Finlande                                    | Titulaire                                                      |
| 25                                                 | 27 août 2009                                       | Allemagne                                          | 5-1                                                | Euro 2009                                          | Stade Ratina, Tampere, Finlande                                    | Titulaire                                                      |
| 26                                                 | 30 août 2009                                       | Norvège                                            | 1-1                                                | Euro 2009                                          | Stade Finnair, Helsinki, Finlande                                  | Titulaire                                                      |
| 27                                                 | 3 septembre 2009                                   | Pays-Bas                                           | 0-0 a.p. 4-5 t.a.b.                                | Euro 2009                                          | Stade Ratina, Tampere, Finlande                                    | Titulaire                                                      |
| 28                                                 | 23 septembre 2009                                  | Croatie                                            | 0-7                                                | Élim. Mondial                                      | Stade Intera, Zaprešić, Croatie                                    | Titulaire et avertie lors du match (remplacée à la 74e minute) |
| 29                                                 | 24 octobre 2009                                    | Islande                                            | 2-0                                                | Élim. CDM 2011                                     | Stade de Gerland, Lyon, France                                     | Titulaire                                                      |
| 30                                                 | 21 novembre 2009                                   | Serbie                                             | 0-2                                                | Élim. CDM 2011                                     | Stade Gradski, Inđija, Serbie                                      | Titulaire                                                      |
| 31                                                 | 25 février 2010                                    | République d'Irlande                               | 1-2                                                | Match amical                                       | Richmond Park, Dublin, Irlande                                     | Remplaçante (entre à la 12e minute)                            |
| 32                                                 | 27 mars 2010                                       | Irlande du Nord                                    | 6-0                                                | Élim. CDM 2011                                     | Stade de la Libération, Boulogne-sur-Mer, France                   | Titulaire                                                      |
| 33                                                 | 31 mars 2010                                       | Irlande du Nord                                    | 0-4                                                | Élim. CDM 2011                                     | Windsor Park, Belfast, Irlande du Nord                             | Titulaire                                                      |
| 34                                                 | 5 mai 2010                                         | Suisse                                             | 0-2                                                | Match amical                                       | Stade Rankhof, Bâle, Suisse                                        | Titulaire (remplacée à la 60e minute)                          |
| 35                                                 | 20 juin 2010                                       | Croatie                                            | 3-0                                                | Élim. CDM 2011                                     | Stade Léo-Lagrange, Besançon, France                               | Titulaire                                                      |
| 36                                                 | 23 juin 2010                                       | Estonie                                            | 0-6                                                | Élim. CDM 2011                                     | Stade Kadriog, Tallinn, Estonie                                    | Titulaire (remplacée à la 67e minute)                          |
| 37                                                 | 21 août 2010                                       | Islande                                            | 0-1                                                | Élim. CDM 2011                                     | Stade Laugardalsvöllur, Reykjavik, Islande                         | Titulaire                                                      |
| 38                                                 | 25 août 2010                                       | Serbie                                             | 7-0                                                | Élim. CDM 2011                                     | Stade de l'Aube, Troyes, France                                    | Titulaire (remplacée à la 46e minute)                          |
| 39                                                 | 15 septembre 2010                                  | Italie                                             | 2-3                                                | Barrage retour CDM 2011                            | Stade Pietro Barbetti, Gubbio, Italie                              | Titulaire et avertie lors du match                             |
| 40                                                 | 19 novembre 2010                                   | Pologne                                            | 5-0                                                | Match amical                                       | Stade Jean Bouin, Angers, France                                   | Titulaire (remplacée à la 55e minute)                          |
| 41                                                 | 2 mars 2011                                        | Suisse                                             | 2-0                                                | Coupe de Chypre 2011                               | Stade GSP, Nicosie, Chypre                                         | Titulaire                                                      |
| 42                                                 | 4 mars 2011                                        | Pays-Bas                                           | 2-1                                                | Coupe de Chypre 2011                               | Stade Ammochostos, Larnaca, Chypre                                 | Titulaire et avertie lors du match (remplacée à la 77e minute) |
| 43                                                 | 15 juin 2011                                       | Belgique                                           | 1-2                                                | Match amical                                       | Sportpark De Lenspolder, Nieuwpoort, Belgique                      | Titulaire (remplacée à la 76e minute)                          |
| 44                                                 | 18 juin 2011                                       | Belgique                                           | 7-0                                                | Match amical                                       | Stade de l'Épopée, Calais, France                                  | Remplaçante (entre à la 70e minute)                            |
| 45                                                 | 26 juin 2011                                       | Nigeria                                            | 0-1                                                | Coupe du monde 2011                                | Rhein-Neckar-Arena, Sinsheim, Allemagne                            | Titulaire                                                      |
| 46                                                 | 13 juillet 2011                                    | États-Unis                                         | 3-1                                                | Coupe du monde 2011                                | Borussia-Park, Mönchengladbach, Allemagne                          | Titulaire                                                      |
| 47                                                 | 24 août 2011                                       | Pologne                                            | 2-0                                                | Match amical                                       | Stade Félix-Bollaert, Lens, France                                 | Titulaire (remplacée à la 46e minute)                          |
| 48                                                 | 14 septembre 2011                                  | Israël                                             | 0-5                                                | Élim. Euro 2013                                    | Stade Ness Ziona Stadiu, Ness Ziona, Israël                        | Titulaire                                                      |
| 49                                                 | 22 septembre 2011                                  | République d'Irlande                               | 1-3                                                | Élim. Euro 2013                                    | Turner's Cross, Cork, Irlande                                      | Titulaire                                                      |
| 50                                                 | 22 octobre 2011                                    | Pays de Galles                                     | 1-4                                                | Élim. Euro 2013                                    | Parc y Scarlets, Llanelli, Pays de Galles                          | Titulaire et avertie lors du match                             |
| 51                                                 | 26 octobre 2011                                    | Israël                                             | 5-0                                                | Élim. Euro 2013                                    | Stade de l'Aube, Troyes, France                                    | Titulaire                                                      |
| 52                                                 | 16 novembre 2011                                   | Uruguay                                            | 8-0                                                | Match amical                                       | Stade René Serge Nabajoth, Les Abymes, France                      | Remplaçante (entre à la 62e minute)                            |
| 53                                                 | 20 novembre 2011                                   | Mexique                                            | 5-0                                                | Match amical                                       | Stade Pierre Aliker, Fort-de-France, France                        | Titulaire                                                      |
| 54                                                 | 15 février 2012                                    | Pays-Bas                                           | 2-1                                                | Match amical                                       | Stade des Costières, Nîmes, France                                 | Titulaire                                                      |
| 55                                                 | 28 février 2012                                    | Suisse                                             | 3-0                                                | Coupe de Chypre 2012                               | Stade GSP, Nicosie, Chypre                                         | Remplaçante (entre à la 75e minute)                            |
| 56                                                 | 1er mars 2012                                      | Finlande                                           | 1-2                                                | Coupe de Chypre 2012                               | Stade GSZ, Larnaca, Chypre                                         | Titulaire                                                      |
| 57                                                 | 4 mars 2012                                        | Angleterre                                         | 0-3                                                | Coupe de Chypre 2012                               | Stade Dhasaki Achnas, Akhna, Chypre                                | Titulaire                                                      |
| 58                                                 | 6 mars 2012                                        | Canada                                             | 0-2                                                | Coupe de Chypre 2012                               | Stade GSZ, Larnaca, Chypre                                         | Titulaire                                                      |
| 59                                                 | 31 mars 2012                                       | Écosse                                             | 2-0                                                | Élim. Euro 2013                                    | Stade Jules Deschaseaux, Le Havre, France                          | Titulaire                                                      |
| 60                                                 | 4 juillet 2012                                     | Roumanie                                           | 6-0                                                | Match amical                                       | Stade de la Source, Orléans, France                                | Titulaire (remplacée à la 46e minute)                          |
| 61                                                 | 11 juillet 2012                                    | Russie                                             | 3-0                                                | Match amical                                       | Stade Pierre-Brisson, Beauvais, France                             | Remplaçante (entre à la 46e minute)                            |
| 62                                                 | 19 juillet 2012                                    | Japon                                              | 2-0                                                | Match amical                                       | Stade Charléty, Paris, France                                      | Titulaire (remplacée à la 65e minute)                          |
| 63                                                 | 25 juillet 2012                                    | États-Unis                                         | 4-2                                                | JO 2012                                            | Hampden Park, Glasgow, Écosse                                      | Titulaire (remplacée à la 46e minute)                          |
| 64                                                 | 19 septembre 2012                                  | Écosse                                             | 0-5                                                | Élim. Euro 2013                                    | Tynecastle Stadium, Édimbourg, Écosse                              | Titulaire (remplacée à la 62e minute)                          |
| 65                                                 | 20 octobre 2012                                    | Angleterre                                         | 2-2                                                | Match amical                                       | Stade Charléty, Paris, France                                      | Titulaire                                                      |
| 66                                                 | 1er juin 2013                                      | Finlande                                           | 3-0                                                | Match amical                                       | Stade du Hainaut, Valenciennes, France                             | Remplaçante (entre à la 88e minute)                            |
| 67                                                 | 6 juillet 2013                                     | Australie                                          | 0-2                                                | Match amical                                       | Stade Jean Bouin, Angers, France                                   | Remplaçante (entre à la 46e minute)                            |

### En club
Après avoir passé cinq saisons à l'ASJ Soyaux, puis deux au FF Yzeure sans décrocher le moindre titre, Ophélie signe en 2010 au Montpellier Hérault SC afin de remplir son palmarès. Dès sa première saison, elle et ses coéquipières échouent en finale du Challenge de France 2011, puis une nouvelle fois lors de l'édition 2012.
| Saison                | Club                   | Championnat           | Championnat | Championnat | Coupe(s) nationale(s) | Coupe(s) nationale(s) | Total | Total |
| Saison                | Club                   | Division              | M.          | B.          | M.                    | B.                    | M.    | B.    |
| 2000-2001             | FCF Nord-Allier Yzeure | National 1B           | ?           | ?           | -                     | -                     | ?     | ?     |
| 2001-2002             | FCF Nord-Allier Yzeure | National 1B           | ?           | ?           | -                     | -                     | ?     | ?     |
| Sous-total            | Sous-total             | Sous-total            | -           | -           | -                     | -                     | 0     | 0     |
| 2002-2003             | CNFE Clairefontaine    | Division 1            | ?           | ?           | -                     | -                     | ?     | ?     |
| Sous-total            | Sous-total             | Sous-total            | -           | -           | -                     | -                     | 0     | 0     |
| 2003-2004             | ASJ Soyaux             | Division 1            | 20          | 4           | -                     | -                     | 20    | 4     |
| 2004-2005             | ASJ Soyaux             | Division 1            | 20          | 0           | -                     | -                     | 20    | 0     |
| 2005-2006             | ASJ Soyaux             | Division 1            | 21          | 2           | -                     | -                     | 21    | 2     |
| 2006-2007             | ASJ Soyaux             | Division 1            | 22          | 0           | -                     | -                     | 22    | 0     |
| 2007-2008             | ASJ Soyaux             | Division 1            | 19          | 1           | 3                     | 1                     | 22    | 2     |
| Sous-total            | Sous-total             | Sous-total            | 102         | 7           | 3                     | 1                     | 105   | 8     |
| 2008-2009             | FCF Nord-Allier Yzeure | Division 1            | 10          | 1           | 1                     | 0                     | 11    | 1     |
| 2009-2010             | FCF Nord-Allier Yzeure | Division 1            | 19          | 1           | -                     | -                     | 19    | 1     |
| Sous-total            | Sous-total             | Sous-total            | 29          | 2           | 1                     | 0                     | 30    | 2     |
| 2010-2011             | Montpellier HSC        | Division 1            | 15          | 0           | 3                     | 0                     | 18    | 0     |
| 2011-2012             | Montpellier HSC        | Division 1            | 20          | 0           | 5                     | 0                     | 25    | 0     |
| 2012-2013             | Montpellier HSC        | Division 1            | 15          | 0           | 3                     | 0                     | 18    | 0     |
| 2013-2014             | Montpellier HSC        | Division 1            | 18          | 1           | 1                     | 0                     | 19    | 1     |
| Sous-total            | Sous-total             | Sous-total            | 68          | 1           | 12                    | 0                     | 80    | 1     |
| Total sur la carrière | Total sur la carrière  | Total sur la carrière | 199         | 10          | 16                    | 1                     | 215   | 11    |